# Józef Dąbrowski (biskup)
Józef Andrzej Dąbrowski (ur. 17 lipca 1964 w Wysokiej Strzyżowskiej) – polski duchowny rzymskokatolicki, członek Zgromadzenia św. Michała Archanioła, biskup pomocniczy diecezji London w Kanadzie w latach 2015–2023, biskup diecezjalny Charlottetown od 2023.

## Życiorys
Jest absolwentem szkoły średniej prowadzonej przez księży michalitów w Miejscu Piastowym, po ukończeniu której wstąpił do Zgromadzenia św. Michała Archanioła. Nowicjat i roczną praktykę odbył w Polsce, a następnie kontynuował naukę w Instytucie Filozofii i Teologii św. Piotra w Viterbo, we Włoszech, uzyskując w 1991 roku tytuł magistra przyznany mu przez Papieski Instytut Liturgiczny św. Anzelma w Rzymie. W tym samym roku 4 maja ks. Józef Andrzej Dąbrowski przyjął święcenia kapłańskie w Papieskim Sanktuarium Santa Maria ad Rupes we Włoszech. 
Po święceniach został skierowany dekretem przełożonego generalnego Zgromadzenia św. Michała Archanioła do pełnienia posługi w ramach Wspólnoty Księży Michalitów w London w Kanadzie. W latach 1992–1993 był wikariuszem parafii Matki Boskiej Częstochowskiej w London, następnie w latach 1993-1996 pełnił posługę duszpasterską w parafii St. Michael w Leamington, w latach 1996-1997 pracował w parafii Piusa X (obecnie Świętej Rodziny) w London, a od 1997 roku związany był z parafią Najświętszej Marii Panny w London, której został proboszczem w 1998 roku.
Od 16 czerwca 2013 roku piastował funkcję przełożonego Północnoamerykańskiej Wiceprowincji Zgromadzenia św. Michała Archanioła. 31 stycznia 2015 roku Papież Franciszek mianował go biskupem pomocniczym diecezji London oraz biskupem tytularnym Casae in Numidia. Sakry udzielił mu 14 kwietnia 2015 ordynariusz London – biskup Ronald Fabbro.
2 kwietnia 2023 papież Franciszek mianował go biskupem diecezjalnym Charlottetown. Ingres do katedry w Charlottetown odbył się 29 czerwca 2023.